# Raglan Castle
Raglan Castle (walisisch Castell Rhaglan) ist eine Burgruine in Monmouthshire in Wales. Die als Kulturdenkmal der Kategorie Grade I klassifizierte und als Scheduled Monument geschützte Ruine liegt nördlich des Dorfes Raglan. Die erst im 15. Jahrhundert errichtete Burg war eine der letzten als Burg erbauten Befestigungen in Großbritannien, diente jedoch von Anfang an auch als repräsentatives Statussymbol.

## Geschichte

### Mittelalterlicher Ursprung und Ausbau unter William ap Thomas
Vermutlich wurde während der normannischen Eroberung von Gwent an der Stelle der heutigen Burg eine Motte mit Erd- und Holzbefestigungen errichtet. Später wurde sie zu einem mittelalterlichen Herrenhaus umgebaut, das von der Familie Bloet bewohnt wurde. William ap Thomas, ein Angehöriger des niederen Adels, hatte um 1406 Elizabeth Bloet, die Witwe von James Berkeley geheiratet. Seine Frau starb 1420, und William erhielt von seinem Stiefsohn James Berkeley die Erlaubnis, Raglan zeitlebens zu behalten. 1432 kaufte er die Burg von seinem Stiefsohn. Der inzwischen zu Wohlstand und Macht gekommene William ließ den Großteil des alten Herrenhauses abreißen und begann mit dem Bau einer prächtigen Burg. Von ihm stammen vor allem das südliche Tor, der mächtige Keep und der Hallenflügel. Die Anlage war von einer Ringmauer umschlossen, die vermutlich noch ein Teil des alten Herrenhauses war.

### Erweiterung unter William Herbert
Nach seinem Tod 1445 übernahm sein ehrgeiziger Sohn William Herbert die Burg. Er war während der Rosenkriege der führende Unterstützer von Richard of York in Wales. Herbert war auch Vormund für den jungen Henry Tudor, den späteren König Heinrich VII., der deshalb einen Teil seiner Kindheit in Raglan Castle verbrachte, bis Herbert 1469 nach der verlorenen Schlacht von Edgecote Moor hingerichtet wurde. Herbert verwendete seinen Reichtum zum Ausbau von Raglan Castle und erweiterte die Burg auf ihre heutige Größe. Er erbaute den Festungspalast um zwei Innenhöfe und errichtete statt des südlichen Torhauses das große Torhaus an der Südwestfassade. Vermutlich war der Bau bei seinem Tod vollendet, sein Sohn William ließ höchstens noch den Innenausbau vollenden.

### Schlossartiger Ausbau unter den Earls of Worcester
Die Tochter und Erbin des 2. Earl of Pembroke, Elizabeth Herbert heiratete 1492 Charles Somerset, einen illegitimen Sohn von Henry Beaufort, 3. Herzog von Somerset, der 1514 zum Earl of Worcester erhoben wurde. Nachdem der 3. Earl of Worcester 1549 die Burg geerbt hatte, ließ er die Burg schlossartig im Tudorstil umbauen. Bei seinem Umbau behielt er das wehrhafte Äußere und den bisherigen Baustil bei, doch verwendete er für seine Bauten einen mehr rötlichen Sandstein. Er erbaute die Ostseite der Halle neu, verlängerte den Hallenflügel und legte in dessen Obergeschoss die Long Gallery an, die über die ganze Länge des Hallenflügels verlief. Außerdem errichtete er den nordwestlichen und nordöstlichen Flügel des äußeren Hofes neu und legte um die Burg terrassierte Gärten und einen großen See nordwestlich der Burg an. Auch der 4. Earl of Worcester ließ um 1600 einige Umbauten vornehmen, er errichtete den Gang um den Graben des Keeps.

### Zerstörung während des englischen Bürgerkriegs

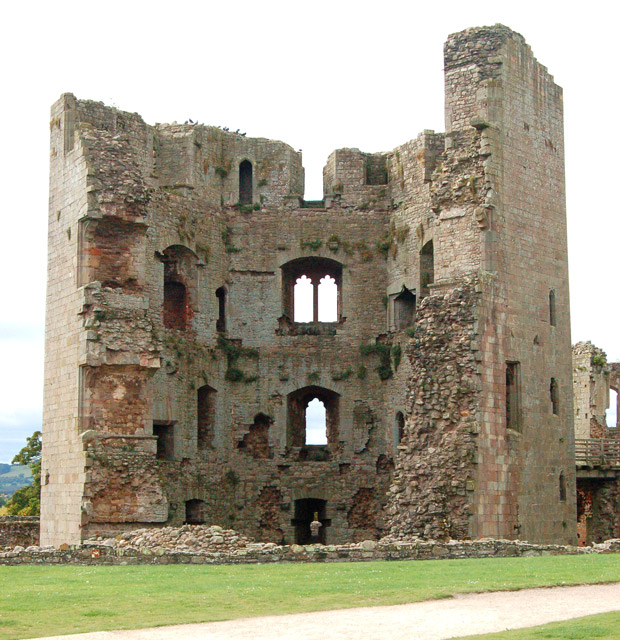
Die Ruine des Keep

Der 5. Earl, der 1628 die Burg geerbt hatte, wurde 1642 zum Marquess of Worcester erhoben, doch für seine Treue zum König bezahlte er einen hohen Preis. Die Burg wurde während des Bürgerkriegs zur letzten Bastion der Royalisten in Südwales, und 1645 suchte König Karl I. hier mehrere Wochen Zuflucht. 1646 erlebte die Burg ihre einzige militärische Aktion, als ein Parlamentsheer unter Fairfax sie belagerte. Der Marquess hatte zwar Erdwerke zur Verteidigung im Osten und Süden der Burg errichten lassen, doch nach dreizehnwöchiger Belagerung und heftigem Mörserbeschuss musste sich die Besatzung am 19. August 1646 der gegnerischen Übermacht ergeben. Während der Belagerung war die Burg schwer beschädigt worden, anschließend ließen die Parlamentstruppen die Befestigungen der Burg schleifen. Dabei wurden der Keep und weitere Teile der Burg zerstört, dazu ließen die Sieger auch die berühmte Bibliothek mit walisischen Schriften, die von William ap Thomas begründet worden war, zerstören. Nach der Restauration der Monarchie benutzte der 3. Marquess of Worcester anstelle des zerstörten Raglan Badminton House in Gloucestershire als neuen Wohnsitz. Die Ruine diente als Steinbruch, bereits gegen Ende des 18. Jahrhunderts wurde sie zur Touristenattraktion. Der 10. Duke of Beaufort übergab sie 1938 an den Staat, heute wird sie von Cadw verwaltet.

## Anlage
Die Ruine liegt auf einem beherrschenden Hügel im Hügelland des mittleren Gwent. Der Zugang erfolgt durch das äußere White Gate aus dem 16. Jahrhundert, das von den Ruinen zweier Pavillons flankiert wird. Von der ursprünglichen normannischen Burg und dem mittelalterlichen Herrenhaus ist nichts erhalten, vermutlich folgen der Great Tower und der innere Fountain Court dem Grundriss der mittelalterlichen Motte-und-Bailey-Anlage. Die Burg ist um zwei Höfe angelegt, wobei sich der Keep außerhalb der beiden Höfe und links des Haupttors befindet. Die Bauten des 15. Jahrhunderts wurden alle sehr sorgfältig aus behauenen Sandstein aus dem Wye Valley ausgeführt. Beim Innenausbau der Burg, vor allem für die Gewölbe, wurden Ziegel verwendet, damit ist die Burg einer der frühesten Bauten in Wales, für deren Bau Ziegel verwendet wurden.

### Keep
Der mächtige Keep steht südlich der beiden Burghöfe und konnte eigenständig verteidigt werden. Der für englische und walisische Burgen ungewöhnliche sechseckige Grundriss wurde vermutlich durch französische Burgen beeinflusst, die der Bauherr William ap Thomas während der Feldzüge in Frankreich kennengelernt hat. Der mächtige Turm diente als Statussymbol für den Reichtum und für die Stellung seines Erbauers und ist von einem eigenen Graben umgeben, William Herbert ließ zusätzlich die niedrige, sechseckige Mauer um den Turm errichten. Der äußere Umgang um den Graben wurde vermutlich um 1600 als Spazierweg angelegt. Der Zugang zum Keep erfolgte ursprünglich über eine hölzerne Brücke und zwei Zugbrücken von der Kernburg aus, die später durch eine steinerne Brücke ersetzt wurde. Ursprünglich besaß der Turm fünf Geschosse und war mit einem Wehrgang mit Maschikulis bekrönt, die 3 m dicken Mauern sollten bereits Beschuss durch Geschütze widerstehen und besaßen selbst Schießscharten für Geschütze im Erdgeschoss. Bei der Schleifung der Burg wurden mit erheblichen Aufwand die beiden östlichen Seiten und das Obergeschoss des Turms zerstört.

### Der äußere Burghof (Pitched Stone Court)

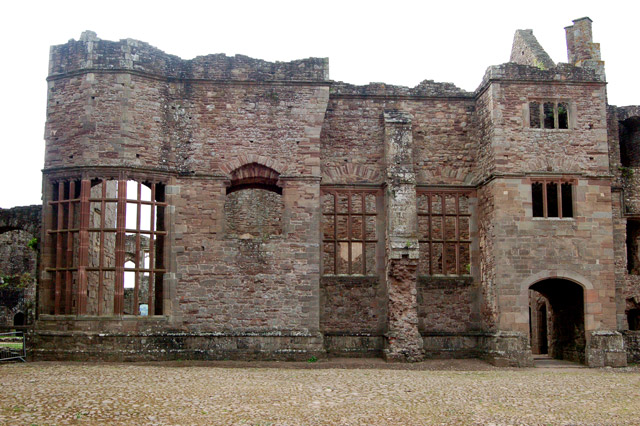
Die Ruine der Wohnhalle

Der Zugang zur Burg erfolgt über eine Brücke aus dem 16. Jahrhundert durch das imposante Burgtor, das von zwei fünfeckigen Türmen mit Maschikulis nach französischem Vorbild eingerahmt wird. Im Obergeschoss des von außen wehrhaften Torhauses befand sich ein prächtig eingerichteter Wohnraum mit sechs großen Fenstern zum Innenhof. Der Durchgang durch das Torhaus führt in den weiten äußeren Hof, der Pitched Stone Court genannt wird und noch die Pflasterung aus dem 16. Jahrhundert besitzt. In der südöstlichen Ecke der Burg liegt der mächtige Closet Turm. William Herbert ließ diesen Turm ebenso wie den Küchenturm im Nordosten nach dem Vorbild des Great Towers seines Vaters ebenfalls auf hexagonalen Grundriss errichten. Der Turm, der fast vollständig erhalten ist, enthielt neben den namensgebenden Latrinen mehrere Wohnräume und einen Kerker im Erdgeschoss. An der Ostseite befinden sich die Reste des Office Wing, der im 16. Jahrhundert unter dem 3. Earl of Worcester neu errichtet wurde. Der Flügel enthielt die namensgebenden Verwaltungsräume und wurde 1646 durch Mörserbeschuss schwer beschädigt. In der nördlichen Ecke der Burg befindet sich die Ruine des ebenfalls sechseckigen Küchenturms, der im Erdgeschoss einen Kühlraum, darüber die Küche und in den Obergeschossen Wohnräume enthielt. Westlich an den Küchenturm schließen sich die Ruinen der im 16. Jahrhundert errichteten Vorrats- und Anrichtenräume an.

### Hallenflügel
An der Südwestseite des Pitched Stone Court lag die große Wohnhalle, der Hauptwohnraum der Burg. Der Bau, der die beiden Innenhöfe trennt, wurde im 16. Jahrhundert umgestaltet. Bei diesem Umbau erhielt die Halle eine neue Ostfassade, einen dreigeschossigen Eingangsvorbau und große, mehrfach unterteilte Fenster im Tudorstil, einschließlich eines großen Erkerfensters am südöstlichen Ende, wo sich vermutlich der Tisch des Burgherrn befand. Die Außenwände sind noch in voller Höhe vorhanden, doch von dem prächtigen hölzernen Hammerbalken-Gewölbe sind nur noch die Ansätze erhalten. Hinter der Halle führte ein Zugang in das private Empfangszimmer des Burgherrn, über dem sich der private Speisesaal und das Schlafgemach des Burgherrn befanden. Das Empfangszimmer und der Speisesaal besaßen zum Burggraben hin prächtige Erkerfenster. Eine weitere Tür führte von der Halle in die zerstörte Kapelle, eine Treppe führte zur über der Kapelle verlaufenden Long Gallery. Das nordwestliche Ende der im 16. Jahrhundert erbauten Galerie durchbrach die alte mittelalterliche Ringmauer und gewährte durch drei große Fenster prächtige Ausblicke auf den Garten und über den See bis zu den Black Mountains.

### Der innere Burghof (Fountain Court)
Im inneren Burghof erinnern nur Reste an den namensgebenden White Horse Fountain. Der annähernd rechteckige Hof war von zweigeschossigen Gebäuden umgeben. In der westlichen Ecke der Burg befand sich das große Treppenhaus, das heute eine moderne Holztreppe enthält. Von diesem Treppenhaus gingen der West- und der Nordwestflügel ab. Die beiden Flügel enthielten Wohnräume, doch von ihnen sind nur die Außenmauern erhalten, während die Mauern an der Hofseite zerstört sind. Die Fenster der Außenmauern, die einst die Ringmauer der Burg waren, sind klein und einfach, während die Innenmauern größere Fenster besaßen. In der südlichen Ecke des Brunnenhofs befindet sich das südliche Tor, der ursprüngliche Haupteingang zur Burg. Das ehemals dreigeschossige Torhaus besitzt im Erdgeschoss eine Durchfahrt aus einfach bearbeiteten Steinen, die vermutlich noch von dem Vorgängerbau der Burg stammt. William Herbert ließ die Tordurchfahrt zumauern, doch während des Umbaus im 16. Jahrhundert wurde die Durchfahrt wieder geöffnet, um einen Zugang zum Bowling Green im Garten zu ermöglichen. Von dem Flügel nordöstlich des Torhauses, der vermutlich Wohnräume enthielt, ist sehr wenig erhalten, darunter die mit Ziegeln gewölbten Keller.

### Gärten
Von den Gärten ist noch das Bowling Green im Süden der Burg erhalten. Die daneben liegenden Terrassen enthielten einen formal angelegten Garten, südwestlich davon befinden sich die Grundmauern eines aus Ziegeln erbauten Sommerhauses. Weitere, in Stein gefasste Terrassengärten befanden sich im Nordwesten der Burg, wo sie an den Great Poole genannten Sees grenzten. Am Ende des Sees befanden sich vom 4. Earl of Worcester angelegte Wassergärten mit geometrisch angelegten Teichen und Kanälen. Der See wurde jedoch nach der Zerstörung der Burg trockengelegt, und von den prächtigen Gärten sind nur noch Reste erkennbar.

## Raglan Castle im Film
Die Burg diente 1976 als Kulisse für den Led-Zeppelin-Film The Song Remains the Same, 1981 für den Fantasyfilm Time Bandits und 1998 für die britische Merlin-Verfilmung.